# Еверсон Алан да Ліма
Еверсон Алан да Ліма або просто Еверсон (порт.-браз. Éverson Alan da Lima, нар. 1 липня 1986, Сорокаба, штат Сан-Паулу, Бразилія) — бразильський футболіст, захисник.

## Життєпис
Вихованець футбольного клубу «Жувентус» (Сан-Паулу). У період з 2008 по 2010 роки грав в Європі в командах «Тарксьєн Рейнбоус» (Мальта) і «Динамо» (Чеські Будейовиці, Чхія). У 2011 році повернувся до Бразилії. На батьківщині грав в командах «Монте-Азул», «Ікаса», «Ред Булл» (Кампінас), «Волта-Редонда», «Пауліста» і «Атлетіко Сорокаба».
Влітку 2014 року повернувся до Європи, де уклав контракт з українським клубом «Говерла». Еверсон зіграв за ужгородський клуб всього в двох матчах (один з них - в Кубку, де бразилець отримав жовту картку) і тричі був в заявці команди на гру. Єдиний матч в українській Прем'єр-лізі зіграв 27 липня 2014 року проти львівських «Карпат». На друге коло сезону 2014/15 років футболіст заявлений не був. Еверсон не виявив бажання залишатися в Україні без ігрової практики та з заборгованістю по зарплаті. 12 грудня 2014 року контракт був розірваний за згодою сторін. Після цього поврнувя до Бразилії, де захищав кольори клубу «Комерсіал». У липні 2015 рокуповернувся до «Динамо». У 2016 році захищав кольори бразильського «Греміу» (Озаску). З 2016 по 2017 роки перебував у Гонконзі, де виступав у складі «Тай По».